# Jean Painlevé
Jean Painlevé, född den 20 november 1902 i Paris, död den 2 juli 1989, var en fransk biolog och naturfilmare, pionjär för populärvetenskaplig film.

## Biografi
Painlevé var son till matematikern och tvåfaldige premiärministern i Frankrike, Paul Painlevé. Han blev moderlös strax efter födseln och kom att uppfostrades av sin fars syster Marie.
I skolan Lycée Louis Le Grand, var han en svag och ouppmärksam elev som föredrog att hoppa över lektioner och istället gå till Jardin d'Acclimatation där han hjälpte skötaren att ta hand om djuren. Painlevé blev tvungen att överge sina studier som syftade till att komma in vjd École Polytechnique eftersom han förstod nästan ingenting av matematik. Istället började han studera medicin, men efter två år övergav han även denna utbildning för börja studera biologi vid Laboratoire d'Anatomie et d'Histologie Comparée vid Sorbonne.
Under sina studier i biologi, började Painlevé frekventerar Station biologique de Roscoff. Där mötte han Viviane, Geneviève ("Ginette"), och Maryvonne Hamon,  tre döttrar till Augustin och Henriette Hamon, översättare av verk av George Bernard Shaw i Frankrike och militanta anarkister. Ginette skulle bli Painlevés samarbetspartner och livskamrat.

## Filmen
Painlevé kom först till filmen som skådespelare, vid sidan av Michel Simon, men även som regiassistent i René Stis ofullbordade film L'inconnue des sex jours, 1926. Snart var han mogen att göra sina egna filmer, och började med L'oeuf d'épinoche: de la fécondation à l'eclosion, 1927. Painlevé gjorde ibland också musik och bakgrundsljud till sina filmer, såsom i Les Oursins, där ett collage av buller är en hyllning till Edgar Varese.
För att spela in scener under vattnet, kapslade Painlevé in sin kamera i en specialutformad vattentät låda, utrustad med en glasplatta som tillät kamerans lins att nå igenom. Förståeligt tillbringade han mycket tid i vatten. I en essä diskuterade Painlevé hur det var att vada omkring i vatten upp till anklarna eller navel, dag och natt, i alla väder, även i områden där man inte är säker på att hitta någonting, gräva om överallt efter alger eller bläckfisk. Totalt gjorde Painlevé mer än tvåhundra vetenskap- och naturfilmer.